# Jack, der Monsterschreck
Jack, der Monsterschreck (Originaltitel: The Last Kids on Earth, englisch für Die letzten Kinder auf Erden) ist eine amerikanisch-kanadische Abenteuer-Animationsserie, die auf der gleichnamigen Comicromanreihe von Max Brallier basiert. Sie handelt von vier Teenagern in einer Kleinstadt, die gegen Monster und Zombies kämpfen.
Derzeit umfasst die Serie, die auf Netflix erscheint, drei Staffeln, genannt Bücher. Die erste wurde am 17. September 2019 veröffentlicht und besteht aus einem Pilotfilm von einer Stunde. Die weiteren Staffeln enthalten zehn Episoden. Die zweite Staffel folgte am 17. April 2020, die dritte am 16. Oktober 2020. Ein interaktives Special erschien am 6. April 2021.
Sie wurde bei den Daytime Emmy Awards 2020 ausgezeichnet.

## Handlung
Buch 1: In Wakefield erscheinen eines Tages durch dunkle Portale am Himmel riesige Monster, Schlingranken und Zombies. Der dreizehnjährige Waise Jack Sullivan, dessen Pflegefamilie ihn am ersten Tag der Apokalypse sitzen ließ, überlebte diese in seinem Baumhaus, indem er für sich als Videospiel-Actionheld Challenges und Trophäen ausdachte. Erst 42 Tage später erhält er das erste Lebenszeichen anderer Überlebender und kann diese in sein Baumhaus bringen und ein Team bilden: sein bester Freund Quint Baker, ein sehr schlauer Erfinder; den Muskelprotz Dirk Savage, der sie früher in der Schule mobbte und verletzte, sowie seinen Schwarm, die frühere Schülerzeitungsredakteurin und draufgängerische June Del Toro, die auf die Rückkehr ihrer Eltern hofft. Auch nimmt er ein freundliches hundeartiges Monster, das er Rover nennt, als Haus- und Reittier auf.
Buch 2: Sie lernen eine Gruppe intelligenter, sprechender Monster kennen, die sich in der örtlichen Pizzeria niedergelassen haben, darunter etwa die Axtkriegerin Skaelka und den grimmigen Hexenmeister Bardle. Diese stammen aus einer Dimension, die von Rezzoch der Alten durch ihre böse Magie beherrscht und bedroht wurde, gelangten aber in die Welt der Menschen durch plötzlich auftauchende Energieportale, die sich rechtzeitig wieder schlossen, bevor Rezzoch hindurchkommen konnte. Von dem Krieger Thrull, der für Jack ein Mentor wird, erhalten die Teenager die Aufgabe, ein magisches Bestiarium fertigzustellen, indem sie von jedem Monster die Essenz – z. B. ein Haar, einen Zahn, eine Schuppe oder Ähnliches – einsammeln. Dieses soll der Schlüssel sein, um Rezzoch aufzuhalten, wenn sie erneut versucht, in diese Welt zu kommen.
Während der Erledigung dieser Aufgabe bemerken sie Veränderungen am Verhalten der Zombies, deren Anzahl stark geschwunden ist: Auf einem Geschrei aus der Ferne hin laufen diese fremdgesteuert gemeinsam in dieselbe Richtung; andere Zombies findet die Gruppe wiederum mit Löchern im Kopf, denen das Gehirn ausgesaugt wurde. Schließlich finden sie heraus, dass Thrull dahintersteckt, um Rezzoch herbeizurufen, und können ihn vorher besiegen.
Buch 3: Bald darauf fährt Rezzochs Energie in einen von Jack verwundeten Flügelwicht und dringt in Jacks Geist ein, indem sie ihm Zukunftsvisionen der völlig zerstörten Stadt zeigt, damit er sie, um die Zerstörung zu verhindern, gänzlich in sich hinein und so in diese Welt lässt. Indem seine Freunde durch Bardles Magie in seinen Kopf gelangen, können sie Rezzoch bekämpfen und besiegen. Indessen haben sie über einen Funkscanner eine Botschaft anderer Menschen empfangen und erkennen so, dass sie nicht die letzten Überlebenden sind.

## Episodenliste

### Übersicht
| Staffel | Episoden- anzahl | Erstveröffentlichung |
| ------- | ---------------- | -------------------- |
| 1       | 1                | 17. September 2019   |
| 2       | 10               | 17. April 2020       |
| 3       | 10               | 16. Oktober 2020     |
| Special | Special          | 6. April 2021        |

### Staffel 1
| Nr. (ges.) | Nr. (St.) | Deutscher Titel                | Originaltitel          | Regie    | Drehbuch                      |
| --- | --------- | ------------------------------ | ---------------------- | -------- | ----------------------------- |
| 1 | 1         | Den Letzten beißen die Zombies | The Last Kids on Earth | Will Lau | Max Brallier & Scott Peterson |
| Einen Tag nachdem Jack gegen ein Monster, das er Blarg nennt, gekämpft hat, erhält er endlich ein Lebenszeichen von seinem Freund Quint und holt diesen von dessen Haus in sein Baumhaus. Sie stoßen auf den früheren Schulschläger Dirk, der sich ihnen anschließt, und Jack freundet sich mit einem hundeartigen Monster an, das er als Haus- und Reittier mitnimmt. Als er an der Schule die Jacke seines Schwarms June sieht, wollen sie sie retten, doch June, die sich alleine durchgeschlagen hat und in der Schule ausharrt, bis ihre Eltern wiederkommen, ist nicht erfreut über ihre Ankunft. Dennoch kann Jack sie schließlich überzeugen, mit ihnen zu kommen. In der Nacht greift aber Blarg an, den sie als Gruppe besiegen. |           |                                |                        |          |                               |

### Staffel 2
| Nr. (ges.) | Nr. (St.) | Deutscher Titel              | Originaltitel         | Regie         | Drehbuch       |
| --- | --------- | ---------------------------- | --------------------- | ------------- | -------------- |
| 2 | 1         | Challenge im Einkaufszentrum | Mall Quest            | Steve Rolston | Max Brallier   |
| Jack organisiert für die Gruppe die Challenge, im Einkaufszentrum Spaß zu haben, wo sie aber von einem Wurmmonster angegriffen werden. Plötzlich erhalten sie Hilfe von dem Krieger Thrull, der Jack als Held betrachtet, weil er „Blarg“, einen Diener der bösen Rezzoch, besiegt hat. Sie bringen ihn in sein Zuhause: Joe’s Pizzeria.                                                                              |           |                              |                       |               |                |
| 3 | 2         | Jack, der Held               | Jack the Slayer       | Steve Rolston | Jennifer Muro  |
| Jack, der in der Pizzeria als alleiniger Held gefeiert wird, während er den Anteil seiner Freunde am Sieg auslässt, bekommt die Geschichte von Rezzoch erzählt und erhält von Thrull das magische Bestiarium, das sie fertigstellen sollen. Die Gruppe bemerkt aus der Ferne ein Kreischen, das die Zombies anlockt.                                                                                                  |           |                              |                       |               |                |
| 4 | 3         | Meister der Monster          | Bestiary Master       | Steve Rolston | Scott Peterson |
| Quint hat das Gefühl, bei den Missionen wenig beizutragen, sodass er, um sich zu beweisen, gegen ein besonders großes Monster antritt. Die Anzahl der Zombies hat deutlich abgenommen. |           |                              |                       |               |                |
| 5 | 4         | Die Zombie-Parade            | The Zombie-Parade     | Steve Rolston | Haley Mancini  |
| Jack entwickelt eine übertrieben Angst um Quint. Nachts ziehen sie ohne die anderen los, um zu sehen, wo die Zombies hingehen, und wollen die ganze Stadt vom Friedhof aus überschauen, wo sie aber von einem Monster angegriffen werden. |           |                              |                       |               |                |
| 6 | 5         | Kämpfe wie Thrull            | The Thrull of Victory | Steve Rolston | Joshua Pruett  |
| Nachdem die Gruppe Zombies findet, denen das Gehirn ausgesaugt wurde, schleicht Jack sich davon, um mit dem Bestiarium das Monster zu finden, das dazu fähig ist. Thrull wirft ihm vor, die Aufgabe nicht ernst zu nehmen und trainiert Jack. June fasst nach ihren Recherchen den Verdacht, dass Bardle etwas mit den Zombies tun haben muss.                                                                        |           |                              |                       |               |                |
| 7 | 6         | Das Ziel im Auge behalten    | Stay on Target        | Steve Rolston | Joshua Pruett  |
| Während die anderen eine Observierung der Zombies plant, soll Jack dafür die Snacks besorgen, wird dabei aber von einem Tarnungeheuer angegriffen. Schließlich können sie auch ohne Snacks einen Zombie einfangen. |           |                              |                       |               |                |
| 8 | 7         | Junes Haus                   | June Gloom            | Steve Rolston | Haley Mancini  |
| Die Gruppe besucht Junes altes Haus, wo sie aber von Zombies und Termiten angegriffen werden. Sie können jedoch entkommen, bevor das Haus zusammenfällt |           |                              |                       |               |                |
| 9 | 8         | Folge dem Butler             | Follow that Butler    | Steve Rolston | Max Brallier   |
| Die Gruppe vervollständigt das Bestiarium, aber entscheidet dagegen, es Thrull zu geben, weil die Zombie-Frage noch nicht geklärt ist. Als sie ihrem Zombie Alfred zum Kreischen folgen, entdecken sie im Wald einen lebenden Baum, der die Zombies aussaugt und wieder ausspuckt. Plötzlich erscheint Thrull, der mit dem Baum des Zutritts versucht, Rezzoch herbeizurufen, wofür das Bestiarium der Schlüssel ist. |           |                              |                       |               |                |
| 10 | 9         | Vertrauen und Verrat         | Always Darkest        | Steve Rolston | Haley Mancini  |
| Da das Bestiarium sich nicht zerstören lässt, will die Gruppe, um den Baum zu zerstören, Unkrautvernichter aus dem Einkaufszentrum zu holen. Jack spielt den Köder für das Wurmmonster und kann es besänftigen, als er dessen Schmerz erkennt. Thrull, der weiß, dass sie sein Geheimnis kennen, entführt Quint. |           |                              |                       |               |                |
| 11 | 10        | Rezzoch wird kommen          | Dawn of Rezzoch       | Steve Rolston | Jennifer Muro  |
| Nachdem sie Quint befreit und versucht haben, Thrull aufzuhalten, vereinigt dieser sich mit dem Baum und wird noch größer. Gemeinsam mit dem Wurm und den Monstern aus der Pizzeria können sie ihn schließlich besiegen. |           |                              |                       |               |                |

### Staffel 3
| Nr. (ges.) | Nr. (St.) | Deutscher Titel               | Originaltitel                 | Regie         | Drehbuch       |
| ---------- | --------- | ----------------------------- | ----------------------------- | ------------- | -------------- |
| 12         | 1         | Energiekrise                  | Energy Crisis                 | Steve Rolston | Jennifer Munro |
| 13         | 2         | Zombies killed the Radio Star | Zombies Killed the Radio Star | Steve Rolston | Jalysa Conway  |
| 14         | 3         | Wettkampf der Toten           | Tournament of the Dead        | Steve Rolston | Joshua Pruett  |
| 15         | 4         | Die König der Albträume       | Nightmare King                | Steve Rolston | Haley Mancini  |
| 16         | 5         | Schrottplatz-Jack             | Junkyard-Jack                 | Steve Rolston | Jalysa Conway  |
| 17         | 6         | Tunnelblick                   | Tunnel Vision                 | Steve Rolston | Scott Peterson |
| 18         | 7         | Zombiefackeln                 | Zom-B-Goners                  | Steve Rolston | Max Brallier   |
| 19         | 8         | Spaßland                      | Funland                       | Steve Rolston | Jennifer Munro |
| 20         | 9         | Im Bauch der Bestie           | Belly of the Beast            | Steve Rolston | Joshua Pruett  |
| 21         | 10        | Bleibt dran                   | Stay Tuned                    | Steve Rolston | Scott Peterson |

### Interaktives Special
| Nr. (ges.) | Nr. (St.) | Deutscher Titel           | Originaltitel           | Regie        | Drehbuch |
| ---------- | --------- | ------------------------- | ----------------------- | ------------ | -------- |
| −          | –         | Alles Gute zur Apokalypse | Happy Apocalypse to You | Steve Rolson | –        |

## Synchronisation
Die deutschsprachige Synchronisation entsteht durch die VSI Synchron GmbH in Berlin. Dialogbuch und Dialogregie übernahm Tim Sander, die Dialogbücher der zweiten Hälfte der zweiten Staffel Tom Sander.
| Rolle         | Folgen                      | Originalsprecher | Synchronsprecher  |
| ------------- | --------------------------- | ---------------- | ----------------- |
| Jack Sullivan | 1.01–                       | Nick Wolfhard    | Henning Nöhren    |
| Dirk Savage   | 1.01–                       | Charles Demers   | Dennis Sandmann   |
| June Del Toro | 1.01–                       | Montse Hernandez | Josephine Schmidt |
| Quint Baker   | 1.01–                       | Garland Whitt    | Dirk Petrick      |
| Radiostimme   | 3.01–3.02, 3.06, 3.08, 3.10 | Erin Mathews     |                   |

| Rolle   | Beschreibung           | Folgen                                            | Originalsprecher | Synchronsprecher |
| ------- | ---------------------- | ------------------------------------------------- | ---------------- | ---------------- |
| Thrull  | Krieger, Mentor        | 1.01, 2.01–2.03, 2.05, 2.08–2.10                  | Keith David      | Andreas Hosang   |
| Bardle  | Zauberer               | 2.02, 2.05, 2.08, 3.01–3.05, 3.07, 3.09–3.10      | Mark Hamill      | Axel Lutter      |
| Skaelka | Kriegerin              | 2.02, 2.05, 2.10, 3.01–3.04, 3.06–3.07, 3.09–3.10 | Catherine O’Hara | Almut Zydra      |
| Chef    | Koch                   | 2.02, 2.10, 3.01–3.04, 3.06–3.08, 3.10            | Bruce Campbell   |                  |
| Rezzoch | Zerstörerin der Welten | 2.02, 2.08, 2.10, 3.04–3.06, 3.09–3.10            | Rosario Dawson   | Silke Matthias   |

Von Brian Drummond stammen die tierhaften Geräusche diverser nicht-sprechender Monster, unter anderem dem hundeartigen Reittier Rover.

## Hintergrund

### Produktion
Am 26. September 2017, an dem der dritte Band der gleichnamigen Buchreihe Jack, der Monsterschreck erschien, wurde verkündet, dass Atomic Cartoons die Rechte zur Verfilmung der Buchreihe von Max Brallier erworben hat. Brallier wurde als Autor für die Serie und als Executive Producer engagiert. Im Februar 2018 begann die Produktion für die Serie zur Veröffentlichung auf Netflix. Die Besetzung der Synchronsprecher wurde im März 2019 bekanntgegeben, mit Nick Wolfhard als Titelfigur Jack und unter anderem mit den Stars Mark Hamill, Catherine O’Hara und Rosario Dawson. Zugleich wurde eine globale Lizenzvereinbarung von Atomic Cartoons mit Cyber Group Studios als exklusiver Repräsentant für die Serie in Bezug auf Merchandising und Rechte für Zweitverwertung im Fernsehen verkündet.

### Veröffentlichung
Nachdem ursprünglich der 30. Mai 2019 als Starttermin angegeben wurde, erschien der Pilotfilm als erste Staffel am 17. September des Jahres, an dem auch der fünfte Band der Buchreihe veröffentlicht wurde.
Am 3. April 2020 wurde ein Trailer zur zweiten Staffel veröffentlicht, bevor diese zwei Wochen später am 17. April erschien. Diese trägt den Titel The Last Kids on Earth and the Zombie Parade und basiert auf dem gleichnamigen zweiten Band der Reihe. Am Ende der letzten Folge dieser Staffel ist eine Ankündigung zu sehen, dass die Serie weitergehen wird. Die nächste Staffel soll ein interaktives Special enthalten. Die dritte Staffel wurde für den 16. Oktober 2020 angekündigt. Das interaktive Special erschien am 6. April 2021.

## Merchandise
Im Mai 2019 gingen Atomic Studios und Cyber Group Studios einen Vertrag mit dem Spielzeugunternehmen Jakks Pacific ein für eine Reihe an Merchandise, unter anderem Actionfiguren, die im Frühjahr 2020 erschien. Am 31. Oktober 2019 wurde eine Partnerschaft mit Outright Games bekanntgegeben für ein Videospiel, das in Beratung mit den Produzenten der Serie produziert wird. Das Spiel The Last Kids on Earth and the Staff of Doom soll am 4. Juni 2021 erscheinen.

## Auszeichnungen
- Daytime Emmy Awards 2020: Outstanding Special Class Animated Program[14]
- Leo Awards 2020: Best Director in an Animation Program or Series, an William Lau